# AIDA International
AIDA International är en internationell federation för fridykning. Den grundades 1992 och sysslar enligt egen uppgift främst med att undersöka och erkänna olika slags rekord, organisera tävlingar, och sätter upp regler kring fridykningsinlärning.

## Bakgrund
Allt började med bland andra Jacques Mayol och Enzo Maïorca som finns med i filmen Det stora blå. Under åren 1985 - 1990, då det fortfarande fanns väldigt få fridykare runtom i världen, så gjordes nya prestationer och nya rekord blev till.
1990 tränade Roland Specker, en fridykare från nordöstra Frankrike, i en närbelägen sjö med en egenkonstruerad replika av Jaques Mayols ballastvikt. Så mötte Roland Specker en annan fransman, Claude Chapuis, och fick veta att han just tagit världsrekord i statisk apnea i Côte d’Azur i Nice. De beslöt sig för att organisera uppvisningar så andra också skulle upptäcka fridykningen som sport. Den första uppvisningen hölls i Nice i maj 1990.
Vid sin återkomst till norra Frankrike började Roland Specker att utforma regler för rekord. Roland reste och mötte Umberto Pelizzari, några tyska fridykare och flera andra som gjorde rekordförsök, och beslöt sig för att det var viktigt att ett förbund bildades för att erkänna rekord.
Den 2 november 1992 skapade Roland Specker och några vänner det Internationella Förbundet för Fridykningens Utveckling, med huvudkontor i St. Louis i Frankrike. Roland var ordförande, Thierry Meunier var sekreterare och Claude Chapuis var teknikansvarig. Två reglementen utformades: Regler och rekommendationer för erkännande av rekord. Flera rekord erkändes snart av AIDA och blev referenser för fridykning. Första AIDA-journalen kom till 1995 och på sammankomster blev många fridykare så som Umberto Pelizzari, Loïc Leferme, Olivier Heuleu, och Frédéric Buyle erkända.

## De första tävlingarna organiserade av AIDA
Mellan fridykarnas besök på uppvisningar i Nice organiserade Claude Chapuis minitävlingar och tanken på att organisera ett VM växte snart fram då han såg att det var ganska lätt att organisera dessa tävlingar. Efter ett möte i Nice med Umberto Pelizzari, Pierre Frolla, fridykare från Nice och med hjälp av några sportstudenter från Nice Universitet fattades beslutet.
De första tävlingsreglerna var grundade på skidtävlingsregler då alla skulle bli tvungna att prestera i något nytt. Från första början var alla fridykare överens om en punkt, att prestationen inte skulle vara godkänd om fridykaren fick en blackout eller en samba, första tecknet på förlorad kontroll över motoriken. Varje fridykare skulle tävla i två grenar: statisk apnea och konstantvikt. På det viset skulle inte en pool- eller havspecialist ha någon fördel.
Det första AIDA Världsmästerskapet hölls i Nice, oktober 1996. Det var 25 medverkande i lag om fem från Tyskland, Belgien, Columbia, Spanien, Frankrike, Italien och ett lag med fridykare från olika länder som representerade Förenade Nationerna. Den moderna tävlingsfridykningen föddes.

## AIDA etableras som internationell organisation
1997 var övergångens år och flera fridykare skapade föreningar i sina hemländer. AIDA fortsatte att godkänna rekord och tack vare AIDA hade 12 länder kontakt med varandra. Under ett år utan en världsträff skapade fransmännen ett AIDA Frankrike World Cup bestående av individuella tävlingar i lag. Storheten av fridykningsfenomenet skapade behov av en viktig förändring: Varje land skulle skapa sin AIDA-förening. Tack vare Thierry Meunier blev AIDA:s hemsida till och Laurent Trougnou blev snart webmaster. Sébastien Nagel blev rekordansvarig. AIDA marknadsförde utvecklingen av fridykning på internet vilket gav alla fridykare möjlighet att hålla kontakten.
Umberto Pelizzari organiserade det andra AIDA-Världsmästerskapet i Sardinien, 1998. Claude, å andra sidan, organiserade European Trophy. Detta andra världsmästerskap sponsrades av Club Med. 28 länder deltog. AIDA Frankrike skapades och därigenom blev det möjligt för AIDA att handskas med internationella frågor.
Magda Abdou hade hört talas om AIDA och kontaktade Claude Chapuis för att höra om han inte kunde anordna en fridykningstävling i El Gouna, norr om Hurghada i Egypten, så fridykare från hela världen kunde mötas vid Röda Havet. En individuell tävling hölls, följt av en lagtävling. Tanken var att testa möjligheten att ha internationella individuella tävlingar. Frankrike kom på andra plats efter Italien och under tävlingen, när det var som mest spännande då funktionären precis räknat ner tiden för en tävlande, så ropade någon i publiken ”delfiner!”. På bråkdelen av en sekund dök hela gruppen med tävlande för att leka med delfinerna, och AIDA-domarna väntade tålmodigt på att få börja om tävlingen.
1999 kom en viktig förändring: AIDA lades ner till förmån för AIDA-International. 21 september 1999 blev en schweizare, Sébastien Nagel, ordförande i AIDA International. En styrelse skapades och de medverkande lät alla anslutna länder yttra sig genom röstning via internet. Den nye schweiziske ordföranden var omgiven av fridykare från olika länder i styrelsen med Frédéric Buyle (Belgien), Dieter Baumann (Österrike), Karoline Meyer Dal Toé (Brasilien), Claude Chapuis (Frankrike) och Kirk Krack (Kanada).
Under år 2000 hjälpte AIDA alla anslutna länder att skapa egna förbund. Trots debuten för tävlingar 1996, så verkade nationella dykförbund inte intressera sig för fridykning. Ett nytt koncept växte fram i väntan på nästa AIDA-VM som skulle hållas i Ibiza, Spanien: World Cup. I en rad länder genomfördes individuella tävlingar för att utse det vinnande laget. Jean-Pol Francois i Belgien, Sébastien Nagel i Schweiz, Claude Chapuis och Pierre Frolla i Frankrike och Monaco organiserade tävlingar bland sina vänner och fridykare. Tävlingar för damer uppstod, Frankrike kom för att strida mot italienarna och nya länder anslöt, så som Venezuela och Tyskland med herrar och Kanada och Schweiz med damer. Hädanefter hölls AIDA-tävlingar i alla länder som hade ett fridykningsförbund.

## VM-tävlingar sedan 2001
Stödd av Club Med organiserade en ung spanjor, Olivier Herrera, ett tredje AIDA-VM, 2001 i Ibiza. Länderna tog fram sina bästa lag och det italienska herrlaget, lett av Umberto Pelizzari, segrade, följt av Frankrike på andra plats och Sverige på tredje. Damsidan placerade sig som följer: Kanada med Mandy-Rae Cruickshank, USA med Tanya Streeter och Italien med Silvia Da Bone. Herbert Nitsch nådde 86m i konstantvikt, vilket blev nytt världsrekord. Sedan 1999 och The Red Sea Dive Off, blev rekorden i statisk apnea och konstantvikt ständigt övervunna vid tävlingar. Fridykarna hade blivit sportmänniskor och tränade för att ta sig förbi människans gräns.
År 2002 höll AIDA-USA:s representant Glennon Gingo en stor internationell tävling i Hawaii, och världsrekordsinnehavare tävlade regelbundet. Martin Stepanek (Tjeckien), Carlos Coste (Venezuela), Pierre Frolla (Monaco), Guillaume Nery och Stéphane Mifsud (Frankrike), Stig Severinsen (Danmark), Mandy-Rae Cruickshank (Kanada), Annabel Briseno (USA) och många fler. AIDA hade äntligen lyckats samla några av de bästa fridykarna i världen. Sedan år 2000 var det visserligen bara rekorden som det var deltagare på.
Cypern var mötesplatsen för världens fridykare år 2003. Engelsmannen Howard Jones, grundaren av magasinet ”Freediver”, hade följt AIDA:s framfart under några år. Han föreslog en individuell match, sponsrat av AIDA. Det blev en enorm fest och uppvisningarna blev anmärkningsvärda. Fridykning hade blivit en erkänd sport och TV-kanaler runt om i världen visade ”människodelfinernas” prestationer.

## AIDA Sweden
den svenska organisationen bildades 2000 med syfte att organisera den avancerade fridykningen i Sverige.
Tävlings fridykningen gick under 2010-2013 över till Sveriges Sport Dykarförbund (SSDF). SSDF är registrerad under RF och internationellt anslutet till både CMAS och AIDA.